# 薩頓 (內布拉斯加州)
薩頓（英語：Sutton）是位於美國內布拉斯加州克萊縣的城市。

## 人口
根據2020年美國人口普查的數據，薩頓的面積為4.52平方千米，當中陸地面積為4.51平方千米，而水域面積為0.01平方千米。當地共有人口1447人，而人口密度為每平方千米320人。